# Nationalmuseum Eritrea

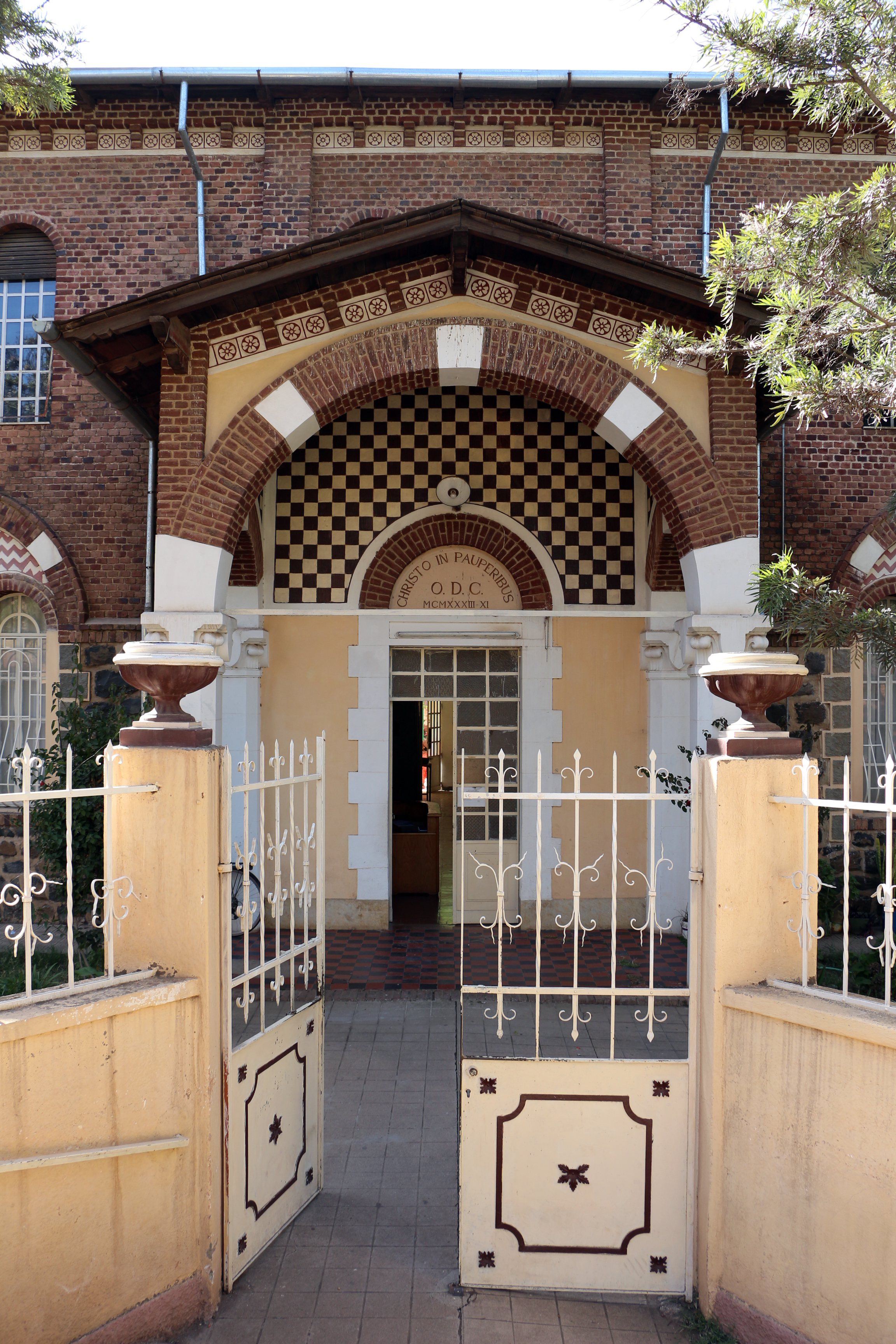
Nationalmuseum Eritrea

Das Nationalmuseum Eritrea wurde 1992 gegründet und befindet sich in der Hauptstadt Asmara.
Es hat den Auftrag, die Geschichte Eritreas erforschen, zu dokumentieren und zu präsentieren. Ein Schwerpunkt liegt auf archäologischen Forschungen und Ausgrabungen. Im Fokus stehen dabei insbesondere die archäologischen Plätze von Adulis, Dahlak Kebir, Matara, Nakfa und Qohaito. Hier finden auch Forschungen in Kooperation mit ausländischen Einrichtungen statt.
Nachdem die Sammlungen zuvor an anderen Orten untergebracht waren, werden sie seit 1997 in der früheren Schule der Comboni-Schwestern ausgestellt. Die Ausstellungsfläche ist sehr klein (2 Räume zur Archäologie, ein Korridor mit Gemälden zum Eritreischen Unabhängigkeitskrieg, ein Raum mit Tierpräparaten, je ein Raum zur mittelalterlichen christlichen und islamischen Geschichte und zwei Räume mit ethnologischen Sammlungsgegenständen – eine Vitrine für jede der offiziellen Volksgruppen des Landes). Geschuldet ist die geringe Größe der Ausstellung – gezeigt werden nur 10–15 % der Sammlungen – in erster Linie der ökonomischen Situation des Landes und den wenigen zur Verfügung stehenden Ausstellungsräumen. Darüber hinaus gibt es eine Sammlung von Militärfahrzeugen aus dem Unabhängigkeitskrieg, die jedoch auf einem vor der Stadt gelegenen Areal abgestellt ist.